# Prosciutto di San Daniele
O prosciutto di San Daniele é um tipo de presunto nomeado com denominação de origem protegida, tanto pela lei italiana, como pela Comissão Europeia. É preparado exclusivamente na comuna de San Daniele del Friuli, praticamente no centro da região Friuli-Venezia Giulia e duma planície que recebe as brisas do Adriático, o que lhe confere um microclima particular. Este produto deve ter um sabor adocicado, próprio para servir com pão, frutas doces, como melão ou figo, e vinhos brancos aromáticos. 

## História
Pensa-se que este produto foi iniciado pelos celtas, que encontraram em san Daniele o clima ideal para a preparação de carne seca. Ao longo dos séculos, o prosciutto di San Daniele tornou-se uma valiosa mercadoria para a república de Veneza e, mais recentemente, com o aumento das exportações, este presunto passou a ser feito a partir de porcos de várias variedades criados nas 12 regiões autorizadas, para além da tradicional raça de porco-vermelho-friulano. 

## Produção
O prosciutto di San Daniele é feito com as pernas traseiras de porcos de variedades grandes, como Landrace, Large White e Duroc, criados e sacrificados em qualquer das 12 regiões do norte e centro da Itália, que estão autorizadas a fornecê-las para a preparação deste DOP. Os animais para abate devem ter mais de 180 kg e uma idade superior a nove meses e as pernas devem incluir as unhas e ter um peso mínimo de 10 kg. A primeira operação consiste em cortar o excesso de gordura e de carne expostas para dar ao presunto a sua forma típica de violino; a seguir, a perna é salgada à mão com sal marinho grosso, cujo excesso é depois retirado e a carne massajada para absorver o sal, drenar o excesso de água, unir a gordura que ficou com a carne e ajudar o presunto a tomar forma. Esta perna salgada fica em repouso cerca de três meses, depois do que é lavada e posta a secar; para isso, a parte de carne exposta é coberta com uma mistura de banha, farinha, sal e pimenta, e a cura leva cerca de oito meses num local bem ventilado pelas brisas locais; são estas as responsáveis pela cor e sabor deste presunto. 
A instituição responsável pelo produto é o Consorzio del Prosciutto di San Daniele.